# تشارلز روجير
تشارلز روجير هو صحفي ومحامي وسياسي بلجيكي، ولد في 17 أغسطس 1800 في سانت كونتين في فرنسا، وتوفي في 27 مايو 1885 في Saint-Josse-ten-Noode ‏ في بلجيكا. نشط حزبياً في Liberal Party (Belgium) ‏. وقد انتخب عضو مجلس النواب من بلجيكا وانتخب رئيس وزراء بلجيكا (9 نوفمبر 1857 – 3 يناير 1868) وانتخب رئيس وزراء بلجيكا (12 أغسطس 1847 – 31 أكتوبر 1852).

## وصلات خارجية
- تشارلز روجير على موقع الموسوعة البريطانية (الإنجليزية)
- تشارلز روجير على موقع ميوزك برينز (الإنجليزية)